# Helianthus decapetalus
Helianthus decapetalus — вид квіткових рослин з родини айстрових (Asteraceae).

## Біоморфологічна характеристика
Це багаторічник 60–200 см (кореневищні). Стебла прямовисні, голі. Листки стеблові; протилежні (проксимальні або всі) або почергові (дистальні); листкові ніжки (1)2–5 см; листкові пластинки (зелені) від ланцетних до яйцюватих, 7–21 × 4–10 см, абаксіально (низ) щетинисті й відносно розріджено залозисті, краї зазвичай пилчасті. Квіткових голів 3–6(10). Променеві квітки 8–12; пластинки 20–25 мм. Дискові квітки 40+; віночки 6.5–7.2 мм, частки жовті; пиляки зазвичай від темно-коричневого до чорного (рідше червонувато-коричневого) забарвлення. Ципсели 3.5–5 мм. 2n = 34, 68. Цвітіння: літо — осінь.

## Умови зростання
Схід США (Вісконсин, Західна Вірджинія, Вірджинія, Вермонт, Теннессі, Південна Кароліна, Род-Айленд, Пенсільванія, Оклахома, Огайо, Айова, Індіана, Іллінойс, Джорджія, Округ Колумбія, Делавер, Коннектикут, Алабама, Кентуккі, Луїзіана, Мен, Мериленд, Массачусетс, Міссісіпі, Міссурі, Нью-Гемпшир, Нью-Джерсі, Нью-Йорк, Північна Кароліна, Арканзас), схід Канади (Квебек, Онтаріо, Нью-Брансвік); інтродукований до деяких країн Європи. Населяє від середньо-вологих до вологих узліссів; 10–1200 метрів.

## Значущість
Helianthus decapetalus є привабливою рослиною для бджіл-запилювачів і має економічне значення як декоративна рослина; він також є третинним генетичним родичем культивованого соняшнику (H. annuus) і родичем другої групи таксонів топінамбура (H. tuberosus), тому його можна використовувати як донора генів для покращення врожаю.